# White Dome Geyser
White Dome Geyser est un geyser de type « cône » situé dans le Lower Geyser Basin dans le parc national de Yellowstone aux États-Unis.
White Dome est un geyser bien visible de type « cône » situé à seulement quelques mètres de la route Firehole Lake Drive, et est, par conséquent, observé par de nombreux visiteurs du parc en attendant les éruptions de Great Fountain Geyser, situé à proximité. Son cône de geyserite de 3,7 m est l'un des plus grands du parc. Ses éruptions sont imprévisibles, mais se produisent généralement espacées de 15 minutes à 3 heures ; la plupart entre 20 et 35 minutes. Les éruptions durent généralement de 2 à 3 minutes et atteignent une hauteur d'environ 9,1 m, la hauteur maximale étant atteinte au début de l'éruption. Comme pour tous les geysers de type « cône », le jet est continu pendant quasiment toute l'éruption ; une éruption commence et se termine par une brève phase de vapeur mélangée avec du liquide de pulvérisation.
Bien qu'il soit éclipsé par la hauteur et la puissance des éruptions de Great Fountain, White Dome a été utilisé comme emblème par l'ancienne bibliothèque de Yellowstone (Yellowstone Library) et l'association du musée (Museum Association), devenue maintenant l'association de Yellowstone (Yellowstone Association). Les bactéries thermophiles Thermus aquaticus, importantes puisqu'elles produisent une enzyme utilisée dans les procédures de laboratoire de la réaction en chaîne par polymérase et dans la biologie moléculaire moderne, ont été isolées pour la première fois dans Mushroom Pool, une source chaude non éruptive située à plusieurs dizaines de mètres de White Dome.
White Dome est le plus grand geyser du White Dome Group, qui rassemble plusieurs sources chaudes non éruptives et au moins six autres geysers, comme Gemini Geyser et Crack Geyser qui entrent aussi en éruption relativement fréquemment, et peuvent être observés depuis la zone de stationnement de White Dome, tandis que les autres membres du White Dome Group n'entrent en éruption que rarement et/ou sont difficiles à voir depuis la route.